# Dance Dance Dance (E-girlsの曲)
「Dance Dance Dance」（ダンス ダンス ダンス）は、E-girlsの14作目のシングル曲。2015年9月30日にrhythm zoneより発売。

## 概要
「CD」「CD+DVD」「ワンコインCD（表題曲のみ）」の3形態で発売。
8月11日に新曲が発売されることが発表、9月1日にMV公開。曲中の全員が披露するダンスでは、アメリカ合衆国のミュージシャン、マイケル・ジャクソンが代名詞となっているムーンウォークが取り入れられている。
同曲をもって選抜制は廃止された。

## 参加メンバー
太字は、ボーカル担当。
- Dream：Shizuka、Ami
- Happiness：藤井夏恋、楓、YURINO、SAYAKA、須田アンナ
- Flower：鷲尾伶菜、藤井萩花、佐藤晴美、坂東希、中島美央
- 石井杏奈、山口乃々華

## 収録曲

### 「CD+DVD」盤
CD
1. Dance Dance Dance
作詞：Lauren Kaori、作曲：DWB, Nanna Larsen
  - ハウステンボス「光の王国」CMソング[6]
  - テレビ朝日系「お願い！ランキング」9月度エンディングテーマソング[7]
2. Hey You!
作詞：宏実、作曲：T-SK, Liv NERVO, Mim NERVO
3. Express -Do Your Dance- / Dream & E-girls
作詞：Lauren Kaori　作曲：Lauren Kaori・Masaki Iehara・Kohei Yokono
4. Dance Dance Dance (Instrumental)

DVD
1. Dance Dance Dance (Video Clip）

### 「CD」盤
1. Dance Dance Dance
2. Hey You!
3. Express -Do Your Dance- / Dream & E-girls
4. Dance Dance Dance (Instrumental)
5. Hey You! (Instrumental)
6. Express -Do Your Dance- / Dream & E-girls (Instrumental)

### ワンコイン盤
1. Dance Dance Dance